# Fabio Concato
Fabio Concato nom de scène de  Fabio Piccaluga (né à Milan le 31 mai 1953) est un auteur-compositeur-interprète italien.

## Biographie
Fabio Piccaluga qui est né à Milan est le fils d'un musicien de jazz et poète. Il commence sa carrière au sein du groupe de cabaret I mormoranti, se produisant au Derby Club de sa ville natale. Il fait ses débuts en tant qu'auteur-compositeur-interprète avec l'album Storie di sempre, . La popularité de Concato s'accroit en 1982 avec la chanson Una domenica bestiale, devenu un hit dans les charts italiens,. Parmi les autres chansons populaires de Concato, figurent Fiore di maggio, Speriamo che piova, Ti ricordo ancora et 051/222525, . Concato participe  à deux reprises au Festival de Sanremo, en 2001 avec Ciao ninìn et en 2007 avec Oltre il giardino .

## Discographie
Album
- 1977: Storie di sempre (Harmony, LPH 8017)
- 1978: Svendita totale (Harmony, LPH 8030)
- 1979: Zio Tom (Philips, 6223 088)
- 1982: Fabio Concato (Philips, 6492 131)
- 1984: Fabio Concato (Philips, 822 079-1)
- 1986: Senza avvisare (Philips, 830 037-1)
- 1990: Giannutri (Philips, 842 945-1)
- 1992: In viaggio (Mercury Records, 512 901-1)
- 1996: Blu (Mercury Records, 532 923-2)
- 1999: Fabio Concato (Mercury Records, 538 857-2)
- 2001: Ballando con Chet Baker (Mercury Records, 548 628-2)
- 2012: Tutto qua (Halidon, HALP08)